# Битка при Родосто
Битката при Родо̀сто се състои през февруари 1206 г. край град Родосто между българите, водени от цар Калоян, и латинските рицари и венецианците. Изходът на битката е в българска полза.
След като българите унищожават латинската армия в битката при Русион на 31 януари 1206 година, остатъците от разбитите сили на кръстоносците се насочват към крайбрежната твърдина Родосто, търсейки убежище. Преди да обсади Родосто, цар Калоян атакува в движение съседния град Апрос (Неапол). Той се отбранява от латински гарнизон, начело с Бег дьо Франзюр – васал на убития при Адрианопол граф Луи дьо Блоа. Крепостта е превзета и разрушена, а при щурма загива почти целият гарнизон. Пленените обикновени войници са освободени, а рицарите – екзекутирани. Оттук българските войски настъпват срещу Родосто. Градът се оказва добре укрепен, със значителен гарнизон от венецианци, подсилени от оцелелите от битката при Русион и отряд от 2000 войници, които пристигат по-късно. Тези сериозни военни сили са под командването на Теодор Врана – преминал на латинска служба византийски аристократ. Според Жофроа дьо Вилардуен самото появяване на цар Калоян пред града предизвиква пълна паника. „Плъзна такъв ужас, че те разгромиха сами себе си“. Венецианците се хвърлят към корабите си така трескаво, че почти се издавят в морските води. Византиецът Никита Хониат обаче твърди, че все пак става кратко сражение. Кръстоносците са победени, а Калоян разорява Родосто. Градът е плячкосан от българите, които продължават победоносния си марш през Източна Тракия.